# Denis Vieru
Denis Vieru (Chișinău, 10 marzo 1996) è un judoka moldavo.

## Palmarès
- Giochi olimpici

Parigi 2024: bronzo nei 66 kg.
- Mondiali

Tokyo 2019: bronzo nei 66 kg.
- Europei

Praga 2020: bronzo nei 66 kg.
- Universiadi

Napoli 2019: oro nei 66 kg.
- Europei Under-23

Tel Aviv 2016: oro nei 66 kg.
- Europei juniores

Oberwart 2015: bronzo nei 60 kg.

### Vittorie nel circuito IJF
| Data            | Località | Paese       | Categoria  |
| --------------- | -------- | ----------- | ---------- |
| 9 febbraio 2019 | Parigi   | Francia     | Grand Slam |
| 5 aprile 2019   | Adalia   | Turchia     | Grand Prix |
| 10 maggio 2019  | Baku     | Azerbaigian | Grand Slam |